# Шуппет
Шуппе́т (фр. Choupette; род. 19 августа 2011, Фонтэн-су-Прео) — кошка модельера Карла Лагерфельда породы бирманская кошка. Кошка Шупетт прожила у Карла Лагерфельда 7 лет 2 месяца и унаследовала по завещанию модельера 1,3 миллиона фунта стерлингов. Долгое время она считалась наследницей всего финансового состояния модельера после его смерти 19.02.2019 г. 
Родилась 19 августа 2011 года. История взаимоотношений развивалась с декабря 2011 года, когда модель Батист Джиабикони во время поездки к родителям на Рождество оставил кошку наставнику и другу Карлу Лагерфельду. За короткое время модельер привязался к кошке и отказался возвращать её Батисту. .

## Жизнь Шупетт
У кошки был личный iPad. Она отправлялась с кутюрье на шоппинг и ела из фарфоровых мисок за одним столом с Карлом Лагерфельдом. Штат прислуги Шупетт дополнял личный повар и телохранитель, который сопровождал её на все мероприятия. В частном самолёте дизайнера Шуппет занимала место на коленях у пилота. Её переноской служила сумка Louis Vuitton, а косметичкой — футляр, лично разработанный хозяином. В ней лежали щетки для ухода и серебряная посуда.
Поклонники дизайнера даже рисовали шутливые комиксы на тему отношений Лагерфельда со своей любимицей.
После смерти Лагерфельда забота о кошке легла на плечи бывшей домработницы дизайнера Франсуазы Какот (фр. Françoise Caçot).
Кошку пригласили на Met Gala 2023. Изначально предполагалось, что она может появиться в компании Ким Кардашьян, которая незадолго до этого навестила животное и сделала с ней фото. Однако в день церемонии на официальной странице Шупетт появилось сообщение, что она пропустит мероприятие.
Некоторые гости Met Gala 2023 использовали отсылки к Шупетт в своих нарядах.
- Джаред Лето — появился в костюме кошки.
- Эдвард Эннинфул, главный редактор британского Vogue, украсил свой галстук изображениями с кошачьими мордочками.
- Доджа Кэт.
- Lil Nas X — полностью покрасил тело сверкающей краской и покрыл кожу кристаллами и жемчугом. Перед публикой он предстал в серебристых трусах, украшенных драгоценными камнями и кружевом. Свой образ мужчина дополнил маской на лице.

## Бизнес Шупетт
Модельер Карл Лагерфельд за свои 85 лет жизни сумел заработать ориентировочно 200 млн. евро, но наследников у него не было. Поэтому после его смерти в 2019 году все финансы достались Шупетт.
Согласно завещанию, после смерти хозяина Шупетт должна была унаследовать 200 миллионов долларов. Но по закону, одной воли умершего недостаточно, чтобы передать наследство животному. Деньгами могут распоряжаться только опекуны. Опекуном стала Франсуаза Какот (фр. Françoise Caçot), бывшая экономка Карла Лагерфельда. Кошка окружена заботой и ни в чем не нуждается.
Шупетт сделала модельную карьеру и даже обзавелась личным рекламным агентом.
Первое изображение Шупетт появилось в социальной сети Twitter в январе 2012 года на странице главного редактора "V Magazine" Стивена Гана.
В 2015 году Шупетт заработала 3 млн. долларов за съемки рекламной японской косметики Shu Uemura и немецких автомобилей Opel, также вдохновила своего хозяина на создание новой коллекции. У неё есть свой аккаунт в Instagram, она неоднократно принимала участие в съемках для Chanel. От лица компании Шупетт неоднократно презентовали модные вещи, так что помимо денег она владеет ещё и внушительным гардеробом.
Появилась она и на обложках нескольких модных журналов. В Madame Figaro Шупетт появилась вместе с хозяином. За каждую съемку кошка получала гонорар, причем Лагерфельд лично следил за его размером.
Страницу Шупетт в Инстаграме ведет специальное агентство «Мой питомец» в виде дневника с иллюстрациями. Последнее «живое» фото кошки изображает ее скорбящей по хозяину.